# Gryon rubtzovi
Gryon rubtzovi är en stekelart som beskrevs av Mikhail Vasilievich Kozlov och Kononova 1989. Gryon rubtzovi ingår i släktet Gryon och familjen Scelionidae. Inga underarter finns listade i Catalogue of Life.